# Milan Nenadić
Milan Nenadić (n. 12 august 1943, Drenovac Banski⁠(d), cantonul Sisak-Moslavina, Croația – d. 16 ianuarie 2024, Becicherecu Mare, Banatul Central, Serbia) a fost un luptător ce a reprezentat Republica Socialistă Federativă Iugoslavia, medaliat olimpic. A participat la 2 ediții ale Jocurilor Olimpice (1968, 1972) în care a câștigat o medalie de bronz.